# Eupithecia scotaeata
Eupithecia scotaeata là một loài bướm đêm trong họ Geometridae.